# Ernst Robert Heinrich Wiegandt
Ernst Robert Heinrich Wiegandt (* 12. November 1856 in Ulm; † 28. Februar 1926 in Riedlingen) war ein württembergischer Oberamtmann.

## Leben und Werk
Der Sohn eines Schullehrers studierte zwischen 1875 und 1879 Regiminalwissenschaften an der Universität Tübingen. 1879 und 1880 legte er die höheren Dienstprüfungen ab. Seine berufliche Laufbahn begann er 1880 als stellvertretender Amtmann beim Oberamt Balingen und 1882 als Amtmann beim Oberamt Nagold. Von 1885 bis 1889 war er Amtmann beim Oberamt Ulm, 1889 bis 1895 arbeitete er als Sekretär bei der Ministerialabteilung für den Straßen- und Wasserbau in Stuttgart. Von 1895 bis 1906 leitete er als Oberamtmann das Oberamt Herrenberg, von 1906 bis 1914 das Oberamt Freudenstadt und von 1914 bis 1921 das Oberamt Riedlingen. 1921 ging er in den Ruhestand.

## Auszeichnungen
1916 wurde Ernst Robert Heinrich Wiegandt mit dem württembergischen Wilhelmskreuz ausgezeichnet.